# Villiers-sur-Yonne
Villiers-sur-Yonne ist eine französische Gemeinde mit 272 Einwohnern (Stand: 1. Januar 2022) im Département Nièvre in der Region Bourgogne-Franche-Comté. Sie gehört zum Arrondissement Clamecy und zum Kanton Clamecy.

## Geographie
Villiers-sur-Yonne liegt etwa 40 Kilometer südlich von Auxerre. Die Yonne bildet die nordöstliche Gemeindegrenze. Nachbargemeinden von Villiers-sur-Yonne sind Clamecy und Chevroches im Norden, Dornecy im Norden und Nordosten, Brèves im Osten, Asnois im Südosten und Süden, Amazy im Süden, Ouagne im Westen sowie Rix im Nordwesten.

## Bevölkerungsentwicklung
| Jahr                       | 1962 | 1968 | 1975 | 1982 | 1990 | 1999 | 2006 | 2020 |
| Einwohner                  | 264  | 236  | 274  | 268  | 234  | 277  | 272  | 269  |
| Quellen: Cassini und INSEE |      |      |      |      |      |      |      |      |

## Sehenswürdigkeiten
- Kirche Saint-Martin
- Schloss Cuncy aus dem 14. Jahrhundert